# Hermandad de los Estudiantes (Huelva)
La Hermandad de Los Estudiantes de Huelva (España) es una cofradía católica cuyo nombre completo es el de Ilustre y Universitaria Hermandad de Penitencia y Cofradía de Nazarenos del Santísimo Cristo de la Sangre, Nuestra Señora del Valle, San Sebastián mártir y Santa Ángela de la Cruz y forma parte de la Semana Santa de Huelva.

## Historia
Fundada canónicamente en 1949 en la Parroquia del Sagrado Corazón de Jesús de la ciudad de Huelva, denominándose Hermandad de Penitencia y Cofradía de Nazarenos del Santísimo Cristo de la Sangre Sentenciado por Pilatos y Madre de Dios de los Dolores y San Juan Evangelista. Francisco Márquez   "el Cano" fue el autor de la imagen del Santísimo Cristo de la Sangre Sentenciado por Pilatos, un cautivo de tamaño académico, cuya bendición fue el 3 de abril de 1949.
La primera salida procesional tuvo lugar el Domingo de Ramos 10 de abril de 1949, los nazarenos vistieron túnicas, capirotes y alpargatas de color blanco y cinturón de esparto en su color. Pasada la Semana Santa de ese año la Junta de Gobierno acordó sustituir la imagen por un crucificado.
El imaginero ayamontino Antonio León Ortega fue el encargado de hacer el crucificado, bendecido el 1 de abril de 1950 en la parroquia de "El Sagrado Corazón de Jesús" de Huelva. Se modificó el título de la Hermandad, por el de Hermandad del Santísimo Cristo de la Sangre y Nuestra Señora del Valle y el color de la túnica, capirote y alpargatas por el negro y cinturón de esparto en su color. La primera salida procesional del crucificado tuvo lugar el Martes Santo 5 de abril de 1950 sobre un paso tallado por  Juan Pérez Calvo, en madera de cedro, con medallones de plata de Jesús Domínguez, iluminado por cuatro hachones en color tiniebla.
En 1.956 Antonio León Ortega realiza la imagen de Nuestra Señora del Valle, obra que fue bendecida el 18 de marzo de 1956. El Martes Santo de 1960 la Hermandad hace su última salida del Sagrado Corazón de Jesús, recogiéndose en la nueva Parroquia de San Sebastián donde queda canónicamente establecida, comenzando un período de decaimiento.
A partir del año 1975 comienza el resurgimiento de la Hermandad emprendiéndose un camino renovador que llevó a la confección de unos nuevos Estatutos, el acondicionamiento del altar y capilla, los cultos solemnes, Vía Crucis, la Exaltación Mariana, actos culturales, sus dependencias, sus enseres, la formación de las cuadrillas de Hermanos costaleros, la renovación paulatina del paso de palio. Ya en 1977 se realizó un nuevo paso para el Cristo a cargo de D. Luis Barrio y D. Abundio Cuenca, al que se le incorporó las cartelas del primitivo.entre 1989 y 1992 se ejecuta el actual paso de caoba de Manuel Guzmán Bejarano. Desde el año 1978 la Hermandad de los Estudiantes se hace cargo como colaborador junto con la Parroquia de la preparación de los cultos, actos y procesión del Patrón de la ciudad de Huelva; San Sebastián.
La relación con la comunidad de las Hermanas de la Cruz, que han sido siempre ejemplo de humildad y sencillez para esta Hermandad, en el mes de mayo de 1982 se aprobó en Junta de Gobierno de promover la realización mediante una campaña de captación de donativos de un gran número de onubenses, de un monumento a su fundadora, Santa Ángela de la Cruz. Esta obra es original del escultor León Ortega y ejecutada en bronce por la fundición de D. Ángel González Sella y se ubicó en la plaza Niña, frente al convento de la Comunidad, bendecido el 2 de agosto de 1984.
Tras la última reforma de los estatutos ya en el siglo XXI, la hermandad incorpora como titulares a San Sebastián y a Santa Ángela de la Cruz.

## Pasos
El paso de Cristo es de 1990–1993 obra del tallista sevillano D. Manuel Guzmán Bejarano y conserva unas interesantes cartelas con escenas de la pasión y con representaciones de varios apóstoles obra de Jesús Domínguez de 1952. En las cuatro esquinas de este paso van situados cuatro figuras de los profetas mayores realizadas por Alberto Germán Franco Romero en 1994. Mientras que el paso de palio es de cajón con crestería , teniendo respiraderos en metal plateado de Hijos de Juan Fernández, varales, jarras y crestería de Ramón León, candelería, peana y faroles entrevarales de Manuel de Los Ríos, bambalinas de Manuel Ponce y techo de palio de las Madres Oblatas. La corona de Ntra´Sra. del Valle es obra de Ramón León de 1984,también posee entre su ajuar la Virgen del Valle de Cruz pectoral y puñal obra de Joaquin Ossorio.